# Victor Ferreyra
Victor Ferreyra, argentinski nogometaš, * 24. februar 1964, Río Tercero, Argentina.
Za argentinsko reprezentanco je odigral dve uradni tekmi in dosegel en gol.